# Trixie Smith
Trixie Smith (* 1887 oder 1888 in Atlanta, Georgia; † 21. September 1943 in New York City) war eine US-amerikanische Blues-Sängerin.
Nach ihrem Studium in Alabama zog Trixie Smith 1915 nach New York. Sie arbeitete in Minstrel-Shows und im T. O. B. A. Circuit. 1922 machte sie ihre ersten Aufnahmen für Black Swan Records, darunter My Man Rocks Me With One Steady Roll, angeblich die erste Aufnahme, die den Ausdruck „Rock and Roll“ erwähnt. Im gleichen Jahr gewann Smith den ersten Blues-Wettbewerb im Inter-Manhattan Casino in New York mit ihrem Stück Trixie's Blues.
1923 folgten weitere Aufnahmen für Black Swan. 1924–25 machte Smith mit dem Fletcher Henderson Orchestra Aufnahmen für Paramount Records. Sie trat in Musik-Revuen und Broadway-Shows auf. Zwischen 1932 und 1938 spielte sie in vier Filmen mit. Ihre letzte Aufnahmen hatte sie in den Jahren 1938 und 1939.
Als Trixie Smith 1943 in New York starb, war sie weitgehend in Vergessenheit geraten.